# Politibongo
Politibongo ist eine deutsche Kinderserie, die zwischen 2002 und 2004 entstand. Ziel ist es, den Kindern die Aufgaben des Deutschen Bundestages und die Prinzipien der Demokratie und Politik näherzubringen.

## Handlung
Auf dem Planeten Bongo wurde König Schludo entmachtet. Nun sind die Bewohner von Bongo auf der Suche nach einem neuen Regierungssystem. Dafür wurden der erfahrene Käptn Mosch und seine Crewmitglieder Lomo und Siri zur Erde geschickt, um sich dort Ideen für das neue Regierungssystem zu holen.
Dabei stranden sie am Deutschen Bundestag, wo ihnen die Kamerafrau Nine von der parlamentarischen Demokratie, die im Bundestag praktiziert wird, erzählt. Mosch, Lomo und Siri sind begeistert und auf Bongo wird wenig später die parlamentarische Demokratie eingeführt.
Es ergeben sich jedoch auch Probleme, deshalb kehren Mosch und seine Crew immer wieder zu Nine (ab Folge 6 durch Kamerafrau Mara ersetzt) zurück. Die Probleme können jedoch durch Nines oder Maras Rat behoben werden.
Um diese „Lehrstunden“ gibt es immer eine Rahmenhandlung: Mosch und seine Crew müssen unerkannt bleiben, zwar helfen Mara und Nine dabei, doch der Hausmeister und „Kellerkönig des Bundestages“ Kalli Bierkant ist ihnen stets auf den Fersen. In Folge 9 kann er Mosch gefangen nehmen, jedoch freunden sich beide an und Kalli wird zu einem Unterstützer der Außerirdischen.
In Folge 10 wird bereits die Ankunft von Mosch und seiner Crew erwartet, der damalige Bundestagspräsident Wolfgang Thierse begrüßt sie. Der hinterhältige Sicherheitsbedienstete Maschmeyer erfährt jedoch von den Außerirdischen und will sie an den „Ufo-Papst“ Högendorf für Millionen verkaufen, wird jedoch ausgetrickst. Am Ende der Serie erhält Bongo eine Botschaft oben auf dem Alexanderturm. Deren Schlüssel werden von Berlins damaligem Regierendem Bürgermeister, Klaus Wowereit, überreicht.

## Episoden
Zwischen 2002 und 2004 entstanden durch den rbb, den MDR und den KiKa insgesamt 13 Folgen mit jeweils etwa 15 Minuten Länge. Die Sendung wird im KiKa und im ZDF ausgestrahlt.

### Staffel 1
- Folge 1: Es lebe der Bongotag! (Thema: Volksvertreter im Parlament)
- Folge 2: Ein Käpt’n für Bongo (Regierungschef)
- Folge 3: Wie geht ein Gesetz? (Gesetzesvorlagen)
- Folge 4: Ein Haus mit 1000 Zimmern (Abgeordneten-Alltag)
- Folge 5: Bongolische Sitten (Fraktion und Streitkultur)

### Staffel 2
- Folge 6: Bongo ist pleite (Der Haushalt)
- Folge 7: Diäten für Dicke und Dünne (Politiker und Beruf)
- Folge 8: Das Plenum pennt (Ausschüsse)
- Folge 9: Schlimmer als Schludo (Das Grundgesetz)
- Folge 10: Ein bongostarker Bau (Das Reichstagsgebäude)

### Staffel 3
- Folge 11: Wie macht man eine Mehrheit? (Koalition)
- Folge 12: Machtlos ist nicht sinnlos (Opposition)
- Folge 13: Die Botschaft von Bongo (Außenpolitik)